# Epidendrum stenoselaginella
Epidendrum stenoselaginella là một loài thực vật có hoa trong họ Lan. Loài này được Hágsater & E.Santiago mô tả khoa học đầu tiên năm 2007.